# Agente de influência
Agente de influência é um agente que, como indivíduo, goza de certo poder ou prestigio e usa sua posição para influenciar a opinião pública ou influenciar o processo de decisão de situações, para que sejam produzidos resultados que beneficiem os interesses do pais para o qual o agente trabalha.
O termo agente de influência é muitas vezes usado para descrever os indivíduos ou organizações envolvidas em operações de influência.
Jornalistas, políticos, militares, médicos e semelhantes são alvos de recrutamento de agências de espionagem para serem usados como agentes de influência. Formadores de opinião cultural, nacionalistas, e líderes religiosos também têm sido alvo de recrutamento para servir como agentes individuais de influência.
O uso de agentes de influência é uma das maneiras mais eficazes e bem sucedidas de influenciar opiniões nos outros países seja usando propaganda para induzir à mobilizações e atos por parte da população, criando campanhas de contrainformação ou por outros meios, uma vez que eles gozam de considerável credibilidade na audiência à qual se dirigem suas ações.

## Tipos de agente de influência
- Indivíduos atuando como agentes de influência, servem os interesses de uma potência estrangeira em uma de três maneiras:
  - Como um agente recrutado e controlado diretamente por uma potência estrangeira;
  - Como um "contato de confiança" que conscientemente colabora para promover os interesses estrangeiros, apesar de não ser diretamente recrutado ou controlado por uma potência estrangeira, podendo ser um indivíduo ou uma organização.
  - Como um idiota útil[3] que é completamente inconsciente de como suas ações colaboram com os interesses de uma potência estrangeira.[4]

- Organizações podem atuar como agentes de influência. Quando indivíduos se juntar a tais organizações, mesmo que de  boa fé, estão na verdade servindo aos interesses de uma elite estrangeira e sua afiliação torna-se infiltração, e cumulativamente a organização serve como um agente de influência.